# Lauri Ikonen

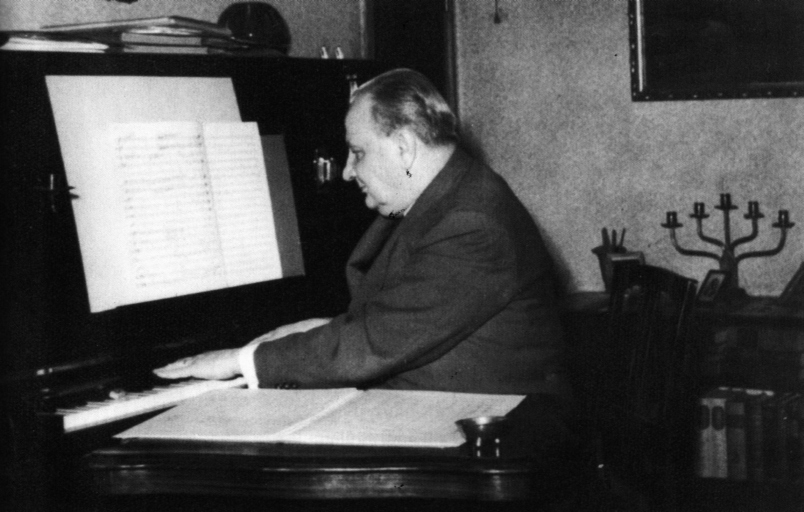
Lauri Ikonen am Klavier

Lauri Ilmari Ikonen (* 10. August 1888 in Mikkeli; † 21. März 1966 in Helsinki) war ein finnischer Komponist.
Ikonen studierte von 1906 bis 1910 an der Universität, dem Musikinstitut und der Orchesterschule von Helsinki und war dann Schüler von Paul Juon in Berlin. Er wirkte als Kompositionslehrer am Konservatorium von Viipuri, Mitarbeiter einer Musikzeitschrift und schließlich Sekretär des finnischen Tonkünstlerverbandes.
Er komponierte sechs Sinfonien, drei Suiten, ein Cello- und ein Klavierkonzert, Kammermusik, Chorwerke, Klavierstücke und Lieder.